# Sisaket Football Club
Il Sisaket Football Club è una squadra di calcio professionistica thailandese della città di Sisaket.

## Storia
Fondata nel 1998 come Sisaket, nel 2012 venne rinominata Esan United e ricollocata ad Ubon Ratchathani. Fu quella la migliore annata della squadra, che chiuse al sesto posto nella massima divisione nazionale, la Thai Premier League. L'anno seguente il club ritornò a Sisaket e riassunse la denominazione originaria.

## Palmarès

### Altri piazzamenti
- Thai FA Cup:

Semifinalista: 2018
- Thai League Cup:

Finalista: 2015
- Thai League 2:

Terzo posto: 2009